# 朝仪侗族乡
朝仪侗族乡，是中华人民共和国湖南省邵陽市绥宁县下辖的一个乡镇级行政单位，2016年撤销，并入寨市苗族侗族乡。

## 行政区划
朝仪侗族乡下辖以下地区：
朝仪村、表田村、老湾村、隘门村、茶冲村、郭冲村、大冲村、铁坡村、和团村、上翁村、翁培村、田仔村和大塘冲村。